# In licenza a Parigi
In licenza a Parigi (The Perfect Furlough) è un film del 1958 diretto da Blake Edwards.

## Trama
Il caporale Paul Hodges, militare in una base isolata dell'Artico, vince un permesso premio di tre settimane da trascorrere a Parigi assieme all'attrice Sandra Roca con cui fin da subito tenta ogni approccio, prontamente impedito dallo stretto controllo della tenente Vicky Loren, organizzatrice della licenza. Dopo qualche malinteso e avventura nella Parigi popolare, il caporale e la tenente si scopriranno attratti reciprocamente e la licenza si concluderà con le loro nozze nella capitale francese.